# Episodi di China, IL (prima stagione)
La prima stagione della serie animata China, IL, composta da 10 episodi, è stata trasmessa negli Stati Uniti da Adult Swim dal 2 ottobre 2011 al 4 marzo 2012.
In Italia è stata interamente pubblicata il 14 settembre 2016 su TIMvision.
| n° | Titolo originale         | Titolo italiano         | Prima TV USA     | Pubblicazione Italia |
| -- | ------------------------ | ----------------------- | ---------------- | -------------------- |
| 1  | Rewind, Pause, Pay!      | Rewind, pause, play     | 2 ottobre 2011   | 14 settembre 2016    |
| 2  | Dean Vs. Mayor           | Preside VS Sindaco      | 9 ottobre 2011   | 14 settembre 2016    |
| 3  | Baby Boom                | Baby Boom               | 16 ottobre 2011  | 14 settembre 2016    |
| 4  | Coming Out of the Casket | Coming out dall'aldilà  | 23 ottobre 2011  | 14 settembre 2016    |
| 5  | Secret Society           | Società segreta         | 30 ottobre 2011  | 14 settembre 2016    |
| 6  | Prom Face/Off            | Ballo bestiale          | 6 novembre 2011  | 14 settembre 2016    |
| 7  | Frankensteve             | FrankenSteve            | 19 febbraio 2012 | 14 settembre 2016    |
| 8  | Chinese New Year         | Capodanno a China       | 27 dicembre 2011 | 14 settembre 2016    |
| 9  | Dream Reamer             | Il Penetratore di Sogni | 26 febbraio 2012 | 14 settembre 2016    |
| 10 | The Dean's List          | La lista del Preside    | 4 marzo 2012     | 14 settembre 2016    |

## Rewind, pause, play

Steve Smith e Ronald Reagan durante il viaggio nel tempo

- Titolo originale: Rewind, Pause, Pay!
- Diretto da: Mike L. Mayfield
- Scritto da: Brad Neely

### Trama
Steve riceve la visita di due agenti federali, Green e Lee, per parlare di un problema che riguarda la sua relazione con Ronald Reagan. Steve rivela quindi che 30 anni prima aveva partecipato in un talent show, presentando un'imitazione dispregiativa di Ronald Reagan, ignaro del fatto che il presidente lo stesse guardando e stesse usando una macchina del tempo per vendicarsi su di lui. Su suggerimento degli altri e dopo l'esitazione di Steve, il gruppo ricrea il momento nel tentativo di attirare Reagan in diretta televisiva. Durante l'atto di Steve, Reagan ferma nuovamente il tempo e incontra il ragazzo come previsto precedentemente dai due agenti. Dopo aver usato un antidoto che lo esenta dal congelamente del tempo, Steve inizia a combattere con Reagan, finendo successivamente per conversare e risolvere le divergenze. Pur lasciando il tempo congelato per decenni, i due accettano quindi di usare le loro capacità di viaggi nel tempo a beneficio dell'umanità. Tuttavia, durante il loro viaggio nel tempo, i due hanno alterato alcune parti della storia impedendo tra le altre cose la crocifissione di Gesù e facendo convertire Adolf Hitler al giudaismo, portando a peggiorare il futuro del mondo. Per contrastare ciò, i due tornano al momento in cui Reagan è apparso per la prima volta nel talent show e impediscono a loro stessi di tornare indietro nel tempo. Il Reagan dalla linea temporale modificata sblocca il tempo, esponendo il vero Reagan e facendolo arrestare subito dopo aver ripreso la lotta con Steve.
- Ascolti USA: telespettatori 888.000 – rating/share 18-49 anni[3].

## Preside VS Sindaco
- Titolo originale: Dean Vs. Mayor
- Diretto da: Mike L. Mayfield
- Scritto da: Brad Neely

### Trama
Gli studenti e il personale dell'UCI devastano China Illinois durante la loro celebrazione per la vittoria di una gara di matematica. Il giorno successivo il sindaco decide di visitare il campus, portandolo ad infuriarsi per lo stato della scuola. Dopo una discussione con il Preside sulle credenze cristiane, i due accettano un incontro di braccio di ferro mettendo in palio il territorio del perdente che andrà al vincitore. Il sindaco diventa quindi il capo della scuola e nella sua prima settimana come dirigente, rielabora le regole in modo tale da renderla religiosa. Il nuovo lavoro del Preside nel campus non si rivela particolarmente importante, suggerendo la fine del suo dominio nella scuola. Più tardi, nel campus si verifica un tumulto causato dal tentativo di Pony e Steve di sovvertire il sindaco, tuttavia la loro ribellione viene fermata. Baby Cakes informa i due che il Preside ha deciso di isolarsi vicino ad una foresta, scoprendo successivamente che sta perdendo la sua sanità mentale. Dopo averlo portato dal medico del campus, il gruppo nota che il Preside ha problemi di insicurezza nel cervello e lo portano in ospedale per farsi operare. Ad operazione completata, il personale tenta di rientrare nel campus tuttavia li viene negato l'ingresso. Dopo un tentativo fallito di confutazione, il Preside ricade, suggerendo che la procedura si è rivelata inutile. Quella notte, il Preside è protagonista di un "incontro" con Dio, il quale rivela il suo desiderio che il preside riceva nuovamente la gestione scuola. Il giorno dopo, l'incontro del Sindaco con lo staff viene interrotto dal Preside, che sfida il primo ad un'altra sfida di braccio di ferro. Usando la forza del pensiero, senza che si verifichi alcun vero braccio di ferro, il sindaco si arrende e ammette la sconfitta, assegnando al Preside il suo titolo originale mentre apprende che "Dio" è Baby Cakes travestito.
- Ascolti USA: telespettatori 1.062.000 – rating/share 18-49 anni[4].

## Baby Boom
- Titolo originale: Baby Boom
- Diretto da: Mike L. Mayfield
- Scritto da: Brad Neely

### Trama
All'università di China, Illinois, il Prof Cakes crea per sbaglio un gigantesco neonato mutante. I docenti sono divisi: c'è chi vorrebbe ucciderlo e chi vorrebbe tenerlo. Frank, però, vede nel bambino un'opportunità per diventare ricco.
- Ascolti USA: telespettatori 1.099.000 – rating/share 18-49 anni[5].

## Coming out dall'aldilà
- Titolo originale: Coming Out of the Casket
- Diretto da: Mike L. Mayfield
- Scritto da: Brad Neely

### Trama
Al funerale di Harold, il preside minaccia Steve, Frank e Pony di chiudere il corso di storia se non troveranno più iscritti. Harold torna dall'aldilà sotto forma di spettro e, potendo comunicare con i morti, aiuta i docenti di storia. Ma in realtà è tornato solo per dichiarare il suo amore a Frank.
- Ascolti USA: telespettatori 1.072.000 – rating/share 18-49 anni[6].

## Società segreta
- Titolo originale: Secret Society
- Diretto da: Mike L. Mayfield
- Scritto da: Brad Neely

### Trama
Steve viene nominato professore ordinario, perciò ha il posto assicurato e un buon stipendio. Per questo comincia a sentirsi demotivato ma scopre di non essere l'unico. Gli altri docenti ordinari, infatti, hanno istituito una società segreta per combattere la noia.
- Ascolti USA: telespettatori 1.150.000 – rating/share 18-49 anni[7].

## Ballo bestiale
- Titolo originale: Prom Face/Off
- Diretto da: Mike L. Mayfield
- Scritto da: Brad Neely

### Trama
Il preside organizza il ballo dei docenti nel vecchio edificio scolastico andato a fuoco anni prima insieme agli hippie sui quali il Prof Cakes stava conducendo un esperimento. A quanto pare, però, non tutti gli hippie sono morti nell'incendio.
- Ascolti USA: telespettatori 1.067.000 – rating/share 18-49 anni[8].

## FrankenSteve
- Titolo originale: Frankensteve
- Diretto da: Mike L. Mayfield
- Scritto da: Brad Neely

### Trama
Frank e Steve sono entrambi scarsi nella lotta libera ma ognuno dei due possiede la qualità che manca all'altro. Approfittando di uno svenimento, Falgot li opera e li cuce insieme per ottenere un super-lottatore, per vincere il campionato. Nel frattempo Frank vuole farla pagare a Steve per avergli soffiato la ragazza, che in realtà è una tossica che sniffa vernice.
- Ascolti USA: telespettatori 1.280.000 – rating/share 18-49 anni[9].

## Capodanno a China
- Titolo originale: Chinese New Year
- Diretto da: Mike L. Mayfield
- Scritto da: Brad Neely

### Trama
Gli studenti del China non superano gli esami standardizzati e il sindaco minaccia di radere al suolo la scuola per costruire un aeroporto se non riusciranno a recuperare l'insufficienza. In soli 6 giorni i docenti devono re-insegnare il programma del semestre.

## Il Penetratore di Sogni
- Titolo originale: Dream Reamer
- Diretto da: Mike L. Mayfield
- Scritto da: Brad Neely

### Trama
Babycakes aggiunge su Facebook il suo vecchio amico immaginario, il Penetratore di Sogni. Questi, che vive nel mondo dei sogni ed è ancora rancoroso per essere stato abbandonato, decide di diventare amico su Facebook con tutti gli amici reali di Babycakes solo per poter rovinare le loro vite.

## La lista del Preside
- Titolo originale: The Dean's List
- Diretto da: Mike L. Mayfield
- Scritto da: Brad Neely

### Trama
Alcuni prof. e studenti vengono scelti per partecipare alla caccia al tesoro del Preside, con in palio un viaggio alle Barbados. In realtà si tratta di una lotta all'ultimo sangue che il Preside ha organizzato per allietare l'élite di China, ospite a casa sua. Il gioco si conclude in una carneficina.
- Ascolti USA: telespettatori 1.046.000 – rating/share 18-49 anni[10].